# Lasioglossum reenenicum
Lasioglossum reenenicum is een vliesvleugelig insect uit de familie Halictidae. De wetenschappelijke naam van de soort is voor het eerst geldig gepubliceerd in 1941 door Cockerell.